# 신도기연
신도기연(Shindo Eng Lab Ltd)는 대한민국의 디스플레이 후공정 장비기업이다. 본사는 경기 시흥시 마유로238번길 21에 위치해 있으며  대표이사는 박웅기이다.

## 상장
2020년 7월 6일에 주관사를 한국투자증권으로 공모가 16,000원에 코스닥 시장에 상장하였다.

## 같이 보기
- 미래컴퍼니
- 동아엘텍
- 힘스

## 참고문헌
1. ↑  신도기연, 삼성전자 '퀀텀닷' 양산 추진..라이네이팅 장비 독점 공급, fn뉴스, 2023년 1월 13일
2. ↑  신도기연, 삼성전자에 폴더블폰 '힌지-OLED 부착장비' 단독 공급, 디일렉, 2020년 12월 30일
3. ↑  신도기연, 코로나19에 막힌 수출…신규 사업 '기대', 아시아경제, 2021년 12월 15일